# 1600년
1600년은 토요일로 시작하는 윤년이며, 이 해는 16세기의 마지막 해이다.

## 연호
- 명(明) 만력(萬曆) 28년
- 일본(日本) 게이초(慶長) 5년
- 후 레 왕조(後黎朝) 턴득(愼德) 원년 / 호앙딘(弘定) 원년
- 막 왕조(莫朝) 끼엔통(乾統) 8년

## 기년
- 류큐(琉球) 쇼네이왕(尚寧王) 12년
- 명(明) 신종 만력제(神宗 萬曆帝) 28년
- 조선(朝鮮) 선조(宣祖) 33년
- 후 레 왕조(後黎朝) 경종(敬宗) 원년

## 사건
- 10월 21일 - 도요토미 히데요시의 후계를 둘러싼 일본의 내전 세키가하라 전투 (음력 9월 15일)
- 영국의 동인도 회사 세움
- 산 마리노 정부수립

## 탄생
- 1월 17일 - 에스파냐의 극작가 페드로 칼데론 데 라 바르카. (~1681년)
- 1월 28일 -  제238대 로마의 교황 교황 클레멘스 9세. (~1669년)
- 11월 19일 - 영국의 국왕 찰스 1세. (~1649년)

## 사망
- 2월 17일 - 이탈리아 사상가, 철학자, 천문학자 조르다노 브루노. (1548년~)
- 8월 5일 - 조선 제14대 국왕 선조의 정비 의인왕후. (1555년~)
- 11월 6일 - 일본의 무장 고니시 유키나가. (1558년~)